# Castlemorton
Castlemorton är en parish i Storbritannien.   Den ligger i grevskapet Worcestershire och riksdelen England, i den södra delen av landet, 160 km väster om huvudstaden London.